# 重案六组
《重案六组》是中国内地一部警匪题材的系列电视连续剧，共有4部，总剧集达到130集，堪称内地警匪剧之最。重案六组在刻画上主要把视角放在公安民警身上，以一个刑侦大组中的第六小组为主要描述对象。《重案六组》并不渲染表现罪犯作案过程，而是将镜头对准公安干警。自2001年第一部开播起，就在内地创下了警匪题材电视剧的收视最高峰。据央视索福瑞统计，《重案六组》第一、二部从2001年到2008年全国播放达到2700多次。而在时隔7年后，第三部于2009年推出，在2009－2010年跨年播出时，為上海、武汉、黑龙江、沈阳、福建五地的收视冠军。

## 第一部（2001年）

### 主创
- 导演：徐庆东
- 编剧：张国华、王茜、申捷、马晓勇、臧里、臧希
- 出品：海润影视、北京紫禁城影业有限责任公司
- 集数：共32集
- 播出年份：2001年

### 重要剧情
刑侦组的曾克强接到了挚友胡刚的呼救电话，赶到现场却发现为时已晚，胡刚已然遇害。曾克强决意找出凶手，为友报仇，但案情的扑朔迷离出乎了他的想象。

### 演员表

#### 主要演员
- 李成儒　饰　曾克强
- 王　茜　饰　季　洁
- 张　潮　饰　郑一民
- 董　勇　饰　江　汉
- 高　榕　饰　白　羚
- 张　林　饰　黄　涛

#### 部分其他演员
- 孙　淳　饰　严大队
- 王乙竹　饰　季　然
- 王　斑　饰　陆建华
- 邬倩倩　饰　谷　莉
- 柴宏斌　饰　胡　刚
- 孟　潞　饰　“千面女郎”
- 陈小艺　饰　杨　琼
- 张淑霞　饰　何燕华
- 耿　乐　饰　牛小松
- 张国民　饰　马　局
- 周浩东　饰　杨　平
- 洪剑涛　饰　梁　总
- 张大礼　饰　孙　伟
- 姚　岗　饰　柳建伟
- 陈增运　饰　科　长
- 雷恪生　饰　孟春林
- 滴　泥　饰　陈　娣
- 马　羚　饰　陈　蓉
- 刘奕君　饰　周亚平
- 李　琦　饰　王金富
- 俞　平　饰　欧阳怡
- 余皑磊　饰　秦一鸣
- 徐　敏　饰　于　总
- 崔新琴　饰　江　霞
- 赵成顺　饰　老　戴
- 于　震　饰　罗　川
- 杜旭东　饰　陈东平
- 李　丁　饰　小螃蟹
- 李丹军　饰　黎阿祥
- 杨　青　饰　周　沫
- 沈丹萍　饰　张　弘
- 哈斯巴根　饰　朱子峰

## 第二部（2003年）
- 集数：32集
- 播出年份：2003年
- 出品：海润影视/北京紫禁城影业有限责任公司

### 主创
- 导演：徐庆东

### 重要剧情
一封神秘的电子邮件牵扯出迷雾重重的案情，进入犯罪集团做卧底的战友也面临险境。六组成员全力出击，定要让真相大白天下。

### 演员表
- 丁志诚　饰　杨　震
- 王　茜　饰　季　洁
- 王　挺　饰　丁　箭
- 孙菲菲　饰　田　蕊
- 张　潮　饰　郑一民
- 侣皓吉吉　饰　常保乐
- 申军谊　饰　周支队
- 韩　晓　饰　苏小小（特别客串）
- 毛　乐（特别客串）
- 晏　刚　饰　黑　豹（特别客串）
- 张大礼（特别客串）
- 李　婷　饰　梁朵朵

## 第三部（2009年）
- 集数：共36集
- 首播：2009年7月6日 北京影视频道
- 上星：2010年11月11日 云南卫视
- 出品：海润影视

### 主创
- 导演：徐庆东
- 编剧：王茜，姜杨，申捷，余飞
- 出品：海润影视
- 出品人：刘燕铭

### 重要剧情
在质疑之下，陶非临时成为六组代理组长，季洁也重新回到了六组，不过这次他们面临一个更加凶残隐蔽的犯罪团伙。六组成员浴血奋战，终于消灭了这个团伙。

### 演员表
- 王　超　饰　陶　非（代组长） 二级警督[3]
- 王　茜　饰　季　洁 二级警督
- 刘　钧　饰　王显民
- 张　潮　饰　郑一民（副支队长） 一级警督
- 陈亦然　饰　孟　佳 二级警司
- 郭昊伦　饰　周志斌 一级警司
- 肖　聪　饰　王　勇 二级警司
- 丁志诚　饰　杨　震（分局督察处长） 一级警督
- 王　挺　饰　丁　箭 （原组长） 二级警督
- 马蝉娟　饰　冯　燕 二级警司
- 柴晶晶　饰　艾　萍 三级警司
- 韩　啸　饰　李少成 三级警司
- 刘馨忆　饰　张　静 三级警司
- 赵中伟　饰　许大队（分局督察大队长） 一级警督
- 张淑霞　饰　何燕华

## 第四部（2011年）
- 集数：30集
- 首播：2011年7月26日 山西科教频道
- 上星：2012年6月4日 四川、天津、山东、云南卫视

### 主创
- 导演： 徐庆东
- 文学统筹：王茜、徐晴、黄东斌
- 编剧：余飞、申捷、张国华、娅子
- 摄像：栗心搏
- 美术：宋军
- 制片主任：张芸鹏

### 重要剧情

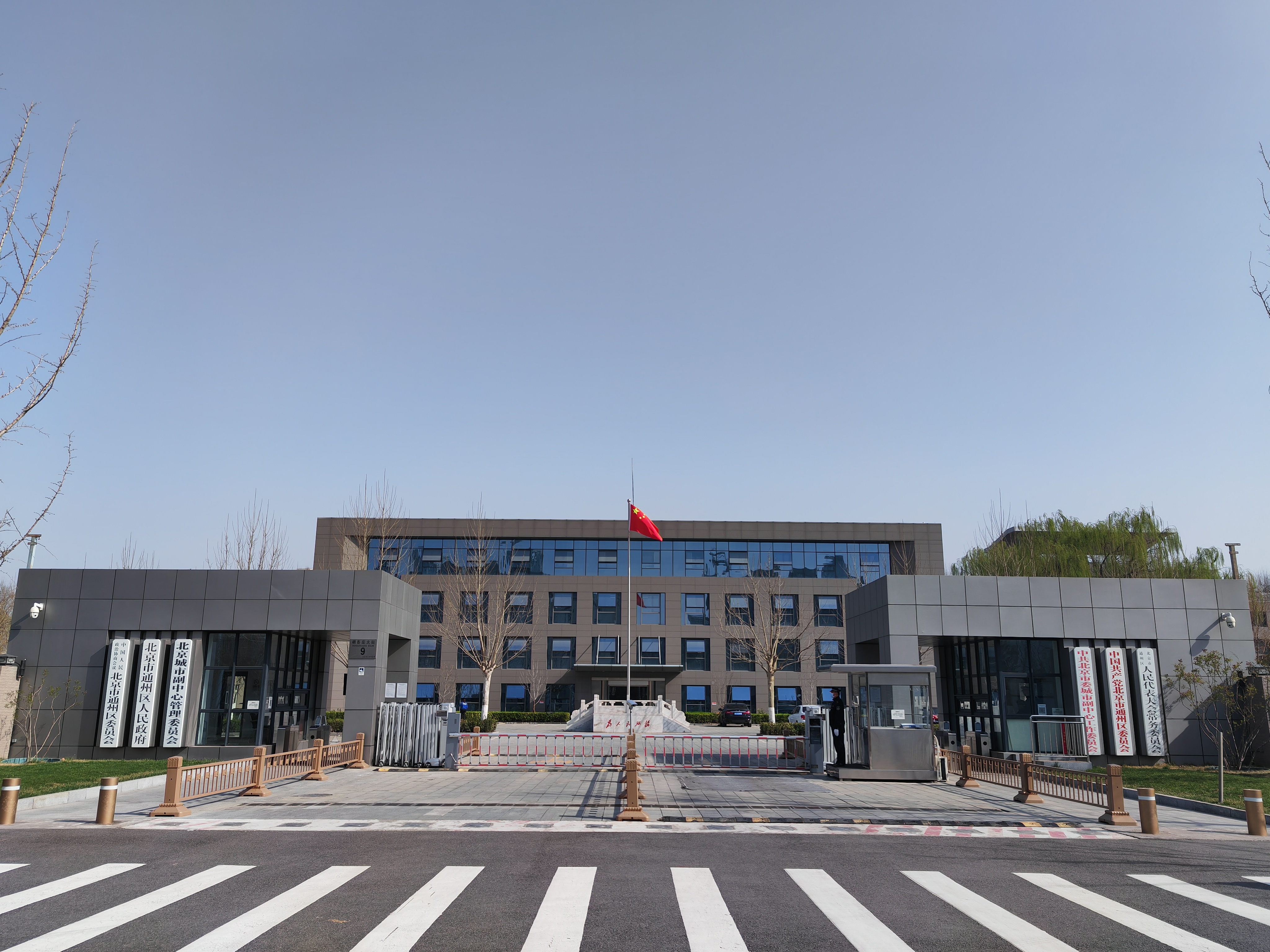
第四季警察局取景地现为北京市通州区区委、区政府。

一次枪击案引发了惊心动魄的较量，当事人一一死去，案情该如何发展。当线索指向刑侦大队内部，谁会是那个“内鬼”……

### 演员表
- 王　茜　饰　季　洁[4]
- 张　潮　饰　郑一民
- 邢岷山　饰　佟　林
- 郭昊伦　饰　周志斌
- 肖　聪　饰　王　勇
- 孙　熙　饰　韩　丽

## 主创感言
《重案六组》前两部创下了收视高峰（8年里重播2700多次），但自从2004年国家广播电影电视总局下令涉案剧退出黄金档，不能展示犯案手法和断案手法。不能上黄金档导致电视台的收购价降低，投资成本加大，故第三部迟迟不能动工，直到2008年3月才开始第三部的拍摄。